# Zac Purchase
Zac Purchase MBE (* 2. Mai 1986 in Cheltenham) ist ein britischer Ruderer. Er begann im Leichtgewichts-Einer und rudert seit 2007 im Leichtgewichts-Doppelzweier.
Purchase begann im Jahr 1999 mit dem Rudersport. 2003 und 2004 nahm er an den Junioren-Weltmeisterschaften teil. Sein Durchbruch gelang ihm in der Saison 2005, als er zunächst im Weltcup bei der Veranstaltung auf dem Dorney Lake Vierter und auf der Regattastrecke in Oberschleißheim Zweiter wurde. Schließlich wurde er bei den U23-Weltmeisterschaften in Amsterdam Weltmeister und errang bei den Weltmeisterschaften 2005 in Gifu die Silbermedaille hinter dem Griechen Vasileios Polymeros. 2006 wurde dann zu seiner bis dahin erfolgreichsten Saison. Zunächst kam er auf dem Luzerner Rotsee zu seinem ersten Weltcupsieg. Im August 2006 holte er dann bei den Weltmeisterschaften auf dem Dorney Lake den Titel im Leichtgewichts-Einer.
Da der Leichtgewichts-Einer keine olympische Bootsklasse ist, wechselte Purchase in der vorolympischen Saison 2007 in den Leichtgewichts-Doppelzweier. Zusammen mit Mark Hunter erreichte er im Weltcup zweimal den zweiten und einmal den dritten Platz, bei den Weltmeisterschaften belegte die beiden den dritten Rang. In der Weltcupsaison 2008 dominierten die beiden Briten und gewannen alle drei Veranstaltungen. Auch bei den Olympischen Spielen 2008 gelang den beiden ein sicherer Sieg.
Nach einem Jahr Pause kehrten die beiden 2010 zurück, nach einem Weltcupsieg in München und einem fünften Platz in Luzern gewannen die beiden bei den Weltmeisterschaften in Neuseeland. Ihren Titel konnten sie ein Jahr später in Bled erfolgreich verteidigen. Bei den Olympischen Spielen 2012 unterlagen die beiden Engländer den Dänen Mads Rasmussen und Rasmus Quist.